# Телепниха (Владимирская область)
Телепниха — деревня в Суздальском районе Владимирской области России, входит в состав Селецкого сельского поселения.

## География
Деревня расположена на берегу речки Берёзка в 21 км на северо-восток от райцентра города Суздаль.

## История
В конце XIX — начале XX века деревня входила в состав Торчинской волости Суздальского уезда, с 1924 года — в составе Владимирского уезда. В 1859 году в деревне числилось 28 дворов, в 1905 году — 48 дворов, в 1926 году — 61 дворов.
С 1929 года деревня являлась центром Телепнихинского сельсовета Суздальского района, с 1940 года — в составе Борисовского сельсовета, с 1954 года — в составе Торчинского сельсовета, с 2005 года — в составе Селецкого сельского поселения.

## Население
| 1859 | 1905 | 1926 |
| ---- | ---- | ---- |
| 234  | 262  | 340  |

| 1859 | 1905 | 1926 | 2002 | 2010 | 2021 |
| ---- | ---- | ---- | ---- | ---- | ---- |
| 234  | ↗262 | ↗340 | ↘0   | →0   | →0   |